# Mastrus rufulus
Mastrus rufulus är en stekelart som först beskrevs av Thomson 1884.  Mastrus rufulus ingår i släktet Mastrus och familjen brokparasitsteklar. Arten är reproducerande i Sverige. Utöver nominatformen finns också underarten M. r. gallicator.